# Mare de Déu del Carme de Claret
Mare de Déu del Carme de Claret és una església historicista al municipi d'Oliola (Noguera) inclosa a l'Inventari del Patrimoni Arquitectònic de Catalunya.

## Descripció
Petita església d'una nau, de planta rectangular. Tota l'obra és de pedra. La façana, de pedra de carreu, té una porta accés amb arc apuntat, al costat dret hi ha una placa amb inscripció, damunt de la porta una altra també amb inscripció. Hi ha una finestra geminada d'arc apuntat i damunt d'aquesta hi ha una altra en forma d'estrella. Es remata la façana una cornisa decorada, damunt de la qual hi ha una creu i dos pinacles. A la paret del costat esquerre de la façana hi ha dos finestres, una amb arc apuntat i l'altre amb forma circular i cornisa decorada correguda a la paret dreta.

## Història
La Mare de Déu del Carme és l'església parroquial de Claret, llogaret d'Oliola, aturonat a la partió d'aigües entre el Llobregós i el Sió. Per la inscripció que trobem a la façana de l'Església sabem que fou manada construir l'any 1903 per "D. Faust de Dalmases i de Massot, Baró de Bollidor", dedicant-la a la memòria dels seus pares. Actualment a Claret tan sols hi viu una família, aleshores les activitats religioses d'aquesta gent es realitzen a Oliola.